# 谢尔韦-屈巴
谢尔韦-屈巴（法語：Cherveix-Cubas，法語發音：[ʃɛʁvɛ kyba]）是法国多尔多涅省的一个市镇，属于农特龙区。该市镇于1829年由原市镇谢尔韦（Cherveix）、屈巴（Cubas）和圣马夏尔拉博里（Saint-Martial-Laborie）合并而成。

## 地理
谢尔韦-屈巴（45°17'25"N, 1°6'57"E）面积14.96 平方千米，位于法国新阿基坦大区多爾多涅省，该省份为法国西南部内陆省份，是法國本土面积第三大的省，大致对应佩里戈尔地区，北起顺时针与夏朗德省、上维埃纳省、科雷兹省、洛特省、洛特-加龙省、吉倫特省和滨海夏朗德省接壤。
与谢尔韦-屈巴接壤的市镇（或旧市镇、城区）包括：昂利亚克、布瓦瑟伊、热尼、欧特福尔、图尔图瓦拉克、圣拉斐尔、圣梅达尔-代克西德伊。
谢尔韦-屈巴的时区为UTC+01:00、UTC+02:00（夏令时）。

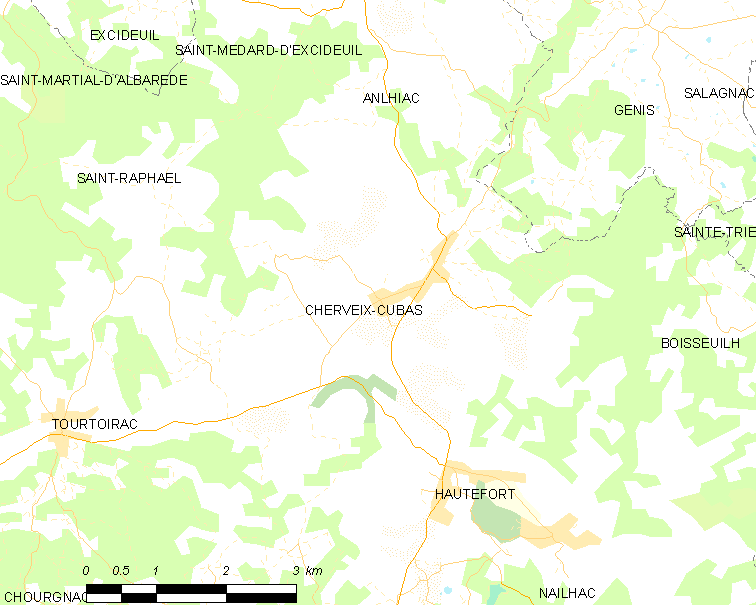
谢尔韦-屈巴的OSM定位图

## 行政
谢尔韦-屈巴的邮政编码为24390，INSEE市镇编码为24120。

## 政治
谢尔韦-屈巴所属的省级选区为伊勒-卢-欧韦泽尔县。

## 交通
多尔多涅省省道D5线、D62线、D77线、D79线和D704线经过境内。

## 人口

1962-2008年间谢尔韦-屈巴人口变化图示

谢尔韦-屈巴于2022年1月1日时的人口数量为555人。